# Götzendorf an der Leitha
Götzendorf an der Leitha osztrák mezőváros Alsó-Ausztria Bruck an der Leitha-i járásában. 2022 januárjában 2188 lakosa volt. 

## Elhelyezkedése

Götzendorf an der Leitha a Bruck an der Leitha-i járásban

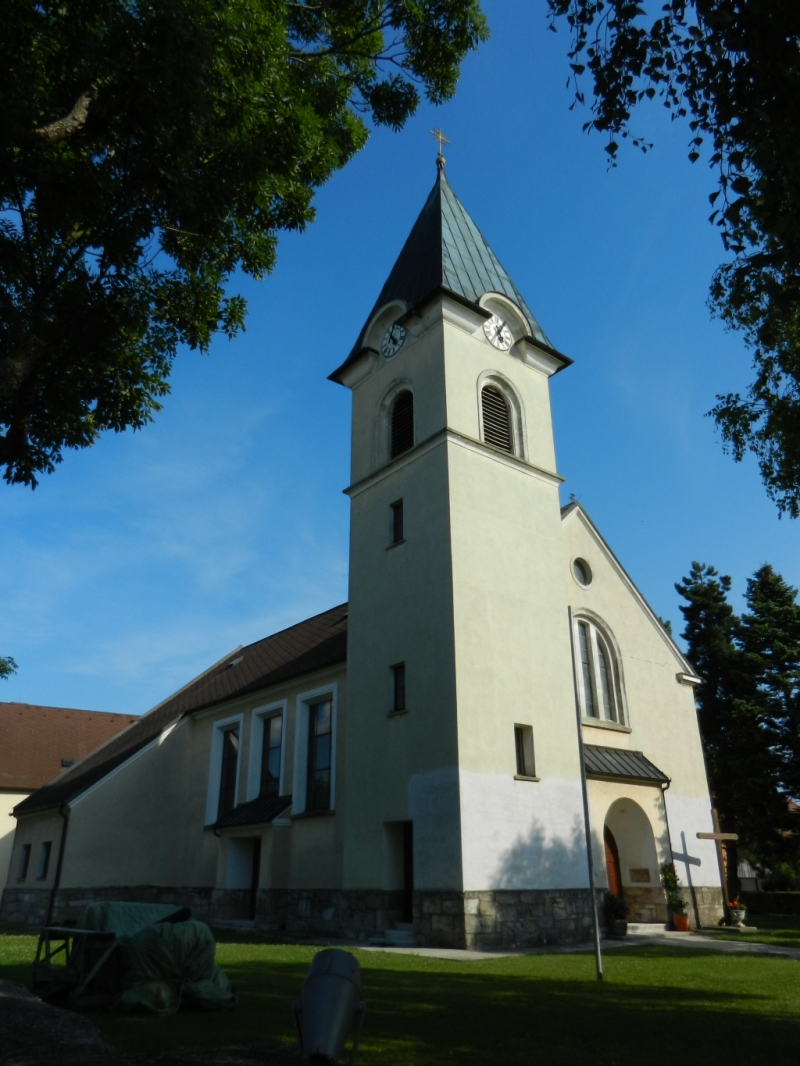
A pischeldorfi Szt. István-plébániatemplom

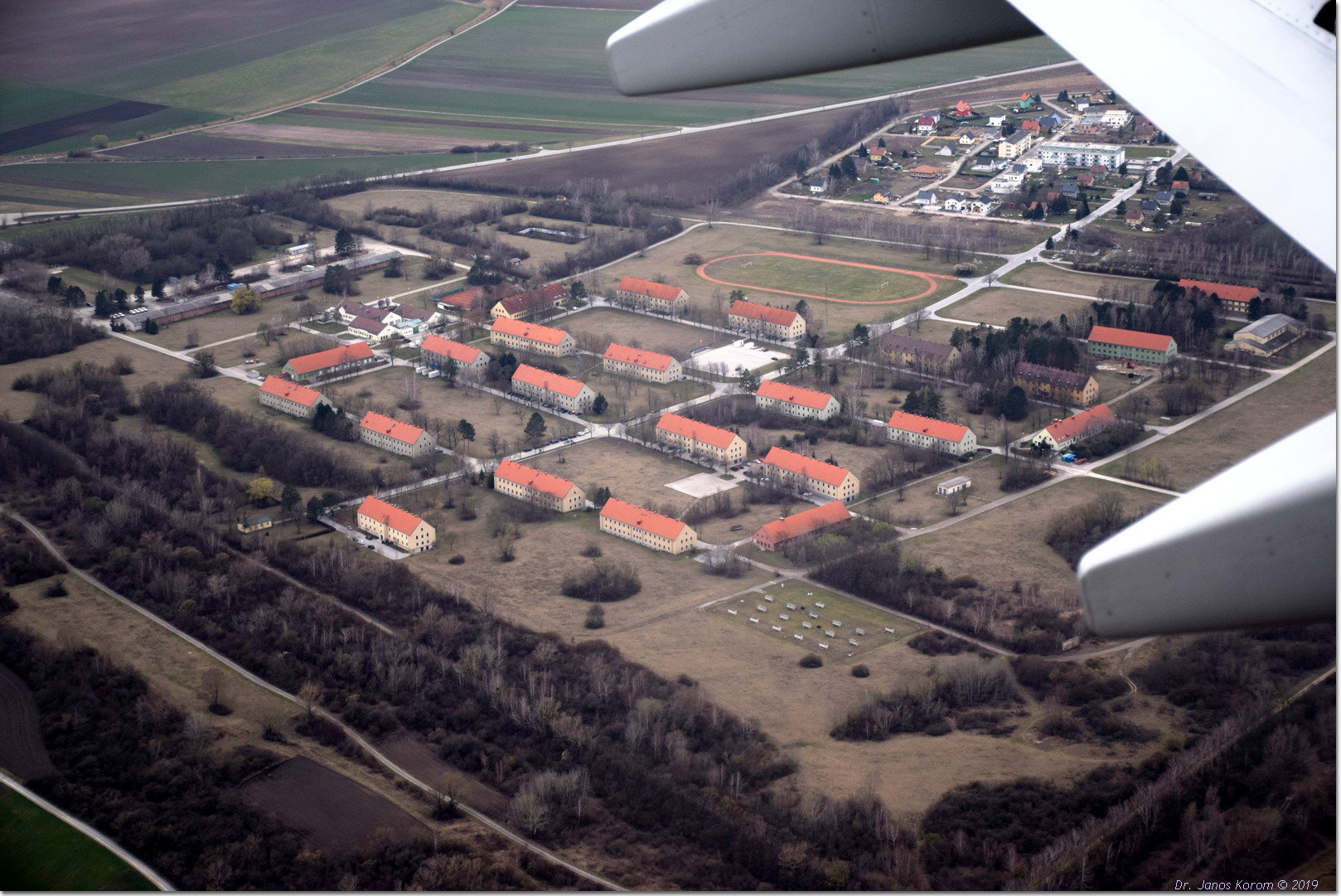
A Wallenstein-laktanya

Götzendorf an der Leitha a tartomány Industrieviertel régiójában fekszik, a Bécsi-medencében, a Lajta folyó mentén. Területének 5,1%-a erdő, 79,5% áll mezőgazdasági művelés alatt. Az önkormányzat két települést, illetve településrészt egyesít: Götzendorf an der Leitha (1624 lakos 2022-ben) és Pischelsdorf (564 lakos).
A környező önkormányzatok: nyugatra Gramatneusiedl, északnyugatra Ebergassing, északkeletre Enzersdorf an der Fischa, keletre Trautmannsdorf an der Leitha, délkeletre Lajtasomorja, délre Mannersdorf am Leithagebirge, délnyugatra Reisenberg.

## Története
Götzendorfot 1130-ban említik először. Nevét alapítójáról, Gezo lovagról kapta. A magyar határon fekvő falut egy vár is védte a betörő ellenségtől; ennek maradványait az 1980-as években találták meg légi felvételek alapján. A vár Bécs 1683-as török ostromakor pusztult el teljesen, amikor a falu lakossága az erődben húzta meg magát, amelyet a törökök felgyújtottak. Ekkor a település is a földdel lett egyenlővé. 
Az 1938-as Anschlusst követően nagy, három ezredet befogadó katonai tábort és egy katonai repülőteret kezdtek el építeni Götzendorf határában, de az félkész építkezést 1941-ben leállították. 1944 októberében egy sérült amerikai bombázó a repülőtéren akart kényszerleszállást végrehajtani, de a légvédelem lelőtte; legénységéből csak maradt életben. A területet 1945 után a szovjet megszálló csapatok használták (a repülőteret felszámolták), majd 1954-es kivonásuk után az osztrák hadsereg alakította át laktanyává; ez 1967-ben felvette Wallenstein nevét. Götzendorfban második világháborús katonai temető is található, ahol 424 német és 26 egyéb nemzetiségű katona sírja található. 

## Lakosság
A Götzendorf an der Leitha-i önkormányzat területén 2022 januárjában 2188 fő élt. A lakosságszám 1961 óta gyarapodó tendenciát mutat. 2020-ban az ittlakók 85,5%-a volt osztrák állampolgár; a külföldiek közül 1,1% a régi (2004 előtti), 7,4% az új EU-tagállamokból érkezett. 5,2% az egykori Jugoszlávia (Szlovénia és Horvátország nélkül) vagy Törökország, 0,8% egyéb országok polgára volt. 2001-ben a lakosok 71,1%-a római katolikusnak, 5,2% evangélikusnak, 10,5% mohamedánnak, 10,2% pedig felekezeten kívülinek vallotta magát. Ugyanekkor 13 magyar élt a mezővárosban; a legnagyobb nemzetiségi csoportokat a németek (84,8%) mellett a törökök (6,2%), a bosnyákok (2%), a horvátok (1,4%) és a szerbek (1%) alkották.
A népesség változása:

| 2016 | 2 117 |
| 2018 | 2 062 |

## Látnivalók
- a Szt. Rozália-templom
- a pischeldorfi Szt. István-plébániatemplom
- a 18. századi Szt. Flórián-szobor

## Fordítás
- Ez a szócikk részben vagy egészben  a   Götzendorf an der Leitha című német Wikipédia-szócikk ezen változatának fordításán alapul.  Az eredeti cikk szerkesztőit annak laptörténete sorolja fel. Ez a jelzés csupán a megfogalmazás eredetét és a szerzői jogokat jelzi, nem szolgál a cikkben szereplő információk forrásmegjelöléseként.